# Historia del pueblo asirio
El pueblo asirio (en arameo: Āṯūrāyē; en acadio: Aššūrāyu) dice ser descendiente de los antiguos asirios de Mesopotamia (en arameo: Bet-Nahrain, "la tierra de los Dos Ríos"), que, en el siglo VII a. C. controló el vasto Imperio Neo-asirio el cual se extendía desde Egipto y Anatolia, pasando por Mesopotamia hasta el oeste de Irán.
Los asirios (también llamados caldeos y siríacos) son etnolingüísticamente descendiente de las provincias aqueménidas y romanas de Siria Asiria. Adoptaron el cristianismo como una de las primeras naciones, entre los siglos I y III.
Cultural, lingüística y étnicamente son distintos, aunque bastante influenciados por ellos, sus vecinos de Oriente Medio - árabes, persas , kurdos, turcos y armenios -, los asirios soportaron persecuciones étnicas y religiosas.
El asirianismo enfatiza su indigenismo en la patria asiria (en arameo: Bet-Nahrain, "la tierra de los Dos Ríos"), y la continuidad cultural desde el Imperio Neoasirio de la Edad de Hierro.
- Datos: Q745718
- Multimedia: Assyrian people / Q745718